# Charles Rosher
Charles Rosher (Londra, 17 novembre 1885 – Lisbona, 15 gennaio 1974) è stato un direttore della fotografia inglese.
Membro fondatatore dell'ASC, fu uno dei pionieri tra i direttori della fotografia di Hollywood, vincendo anche la prima edizione del Premio Oscar per la fotografia: nel 1927, insieme al collega Karl Struss, vinse il Premio Oscar per Aurora di Friedrich Wilhelm Murnau, un film diventato una pietra miliare della storia del cinema. 

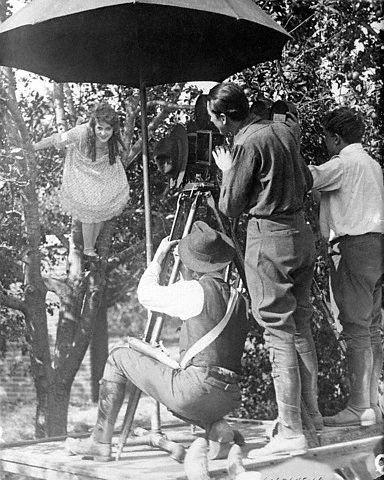
Sul set di Through the Back Door con Mary Pickford

## Biografia
Nato a Londra, Charles Rosher iniziò a lavorare nel 1905. Aveva studiato fotografia, ma acquistò una buona reputazione solo lavorando come cameraman per i cinegiornali prima di trasferirsi nel 1909 negli Stati Uniti. Lì, trovò lavoro da David Horsley, presso la sua casa di produzione nel New Jersey. A causa dei problemi che nascevano dalla scarsa illuminazione dovuta al fatto che si giravano i film in esterni e la luce non sempre era ottimale, Horsley decise di mandare la sua troupe in California, dove fece costruire uno studio per la sua compagnia, la Nestor, in una piccola località che aveva anche il pregio di essere molto lontana. Fattore non indifferente per ciò che riguardava la guerra dei brevetti che contrapponeva in quel periodo i piccoli produttori come Horsley al Trust di Thomas Edison. Il luogo si chiamava Hollywood e, di fatto, Rosher diventò così il primo cameraman a tempo pieno della storia di quella che sarebbe diventata la capitale del cinema americano.
Nel 1913, Rosher si recò in Messico per filmare la rivoluzione di Pancho Villa. Nel 1918, fu uno dei membri fondatori dell'American Society of Cinematographers (ASC), diventandone il vice Presidente. 
Lavorò a lungo con Mary Pickford, di cui era il direttore della fotografia preferito, curando con estrema puntigliosità tutti gli elementi delle riprese dei film interpretati dalla popolarissima fidanzata d'America.
Rosher lavorò per numerosi studios, ma passò gli ultimi dodici anni della sua carriera lavorando in esclusiva per la MGM, dove fu direttore della fotografia dei rutilanti technicolor con Esther Williams.
Era il padre dell'attrice Joan Marsh e del direttore della fotografia Charles Rosher Jr.. Morì a Lisbona, nel 1974, a settantanove anni a causa di una caduta accidentale.

## Premi
Nella sua carriera Rosher è stato candidato sei volte all'Oscar per la migliore fotografia, vincendo due volte per i film Aurora (1929) e Il cucciolo (1947).
- 1929 - Oscar alla migliore fotografia (insieme a Karl Struss) per Aurora (Sunrise)
- 1935 - Nominato all'Oscar per la migliore fotografia per Gli amori di Benvenuto Cellini (The Affairs of Cellini)
- 1945 - Nominato all'Oscar per la migliore fotografia per Kismet
- 1947 - Oscar alla migliore fotografia con Leonard Smith e Arthur E. Arling per Il cucciolo (The Yearling)
- 1951 - Nominato all'Oscar per la migliore fotografia per Anna prendi il fucile (Annie Get Yor Gun)
- 1952 - Nominato all'Oscar per la migliore fotografia per Show Boat

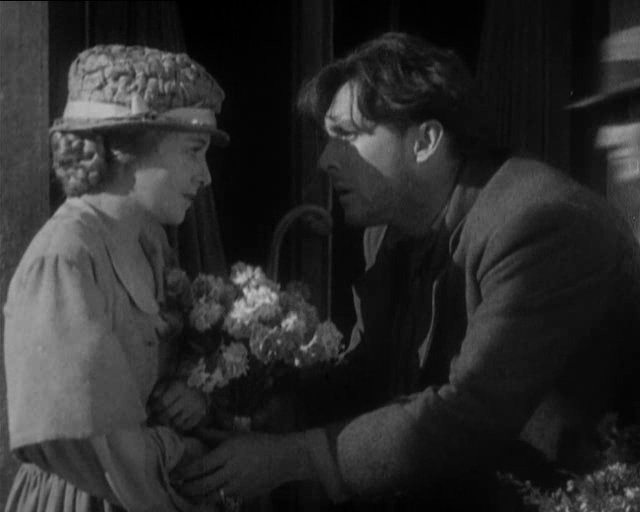
1929: Oscar alla migliore fotografia (insieme a Karl Struss) per Aurora
1945: candidato all'Oscar alla migliore fotografia per Kismet
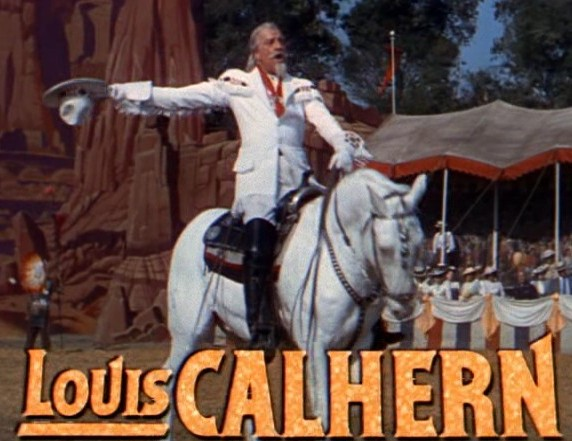
1951: candidato all'Oscar alla migliore fotografia per Anna prendi il fucile
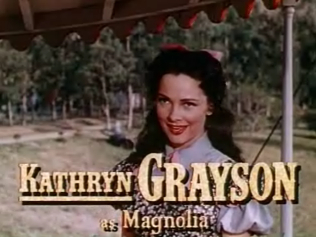
1952: candidato all'Oscar alla migliore fotografia per Show Boat

## Filmografia parziale
- The Indian Raiders, regia di Tom Ricketts - cortometraggio (1912)
- Early Days in the West - cortometraggio (1912)
- Vita di Villa (Life of Villa), regia di Christy Cabanne - documentario (1912)
- With General Pancho Villa in Mexico - cortometraggio (1913)
- The Next in Command, regia di J. Searle Dawley (1914)
- The Oath of a Viking, regia di J. Searle Dawley - cortometraggio (1914)
- The Mystery of the Poison Pool, regia di James Gordon (1914)
- Santo Icario, regia di Henry Kolker (1914)
- The Smuggler's Lass, regia di J.J. Clark (1914)
- Blackbirds, regia di J.P. McGowan (1915)
- The Blacklist, regia di William C. de Mille (1916)
- The Sowers, regia di William C. de Mille e Frank Reicher (1916)
- The Clown, regia di William C. de Mille (1916)
- Common Ground, regia di William C. de Mille (1916)
- Anton the Terrible, regia di William C. de Mille (1916)
- The Heir to the Hoorah, regia di William C. de Mille (1916)
- A Mormon Maid, regia di Robert Z. Leonard (1917)
- The Primrose Ring, regia di Robert Z. Leonard (1917)
- Hashimura Togo, regia di William C. de Mille (1917)
- Piccola principessa (The Little Princess), regia di Marshall Neilan (1917)
- The Secret Game, regia di William C. de Mille (1917)
- The Widow's Might, regia di William C. de Mille (1918)
- One More American, regia di William C. deMille (1918)
- Sospetto tragico (The Honor of His House), regia di William C. deMille (1918)
- The White Man's Law, regia di James Young (1918)
- How Could You, Jean?, regia di William Desmond Taylor (1918)
- Johanna Enlists, regia di William Desmond Taylor (1918)
- Too Many Millions , regia di James Cruze (1918)
- The Dub, regia di James Cruze (1919)
- Captain Kidd, Jr., regia di William Desmond Taylor (1919)
- Papà Gambalunga (Daddy-Long-Legs), regia di Marshall Neilan (1919)
- Nei bassi fondi (The Hoodlum), regia di Sidney Franklin (1919)
- Heart o' the Hills, regia di Sidney Franklin e Joseph De Grasse (1919)
- Il segreto della felicità (Pollyanna), regia di Paul Powell (1920)
- Sogno e realtà (Suds), regia di John Francis Dillon (1920)
- The White Circle, regia di Maurice Tourneur (1920)
- Dinty, regia di John McDermott e Marshall Neilan (1921)
- Segnale d'amore (The Love Light), regia di Frances Marion (1921)
- Through the Back Door, regia di Alfred E. Green e Jack Pickford (1921)
- Little Lord Fauntleroy, regia di Alfred E. Green e Jack Pickford (1921)
- Smilin' Through, regia di Sidney Franklin (1922)
- La ragazza del West (Tess of the Storm Country), regia di John S. Robertson (1922)
- Sant'Ilario, regia di Henry Kolker (1923)
- Rosita, regia di Ernst Lubitsch (1923)
- Tiger Rose, regia di Sidney Franklin (1923)
- Dorothy Vernon of Haddon Hall, regia di Marshall Neilan e Mary Pickford (non accreditata)  (1924)
- Tre donne (Three Women), regia di Ernst Lubitsch (1924)
- Little Annie Rooney, regia di William Beaudine (1925)
- Passerotti (Sparrows), regia di William Beaudine (1926)
- Aurora (Sunrise: A Song of Two Humans), regia di Friedrich Wilhelm Murnau (1927)
- Nella tempesta (Tempest), regia di Sam Taylor (1928)
- La valanga (Eternal Love), regia di Ernst Lubitsch (1929)
- Coquette, regia di Sam Taylor (1929) - non accreditato
- Debito d'odio (Paid), regia di Sam Wood (1930)
- Due mondi (Two Worlds), regia di E.A. Dupont (1930)
- Zwei Welten, regia di E.A. Dupont (1930)
- La via del male (Dance, Fools, Dance), regia di Harry Beaumont (1931)
- Laughing Sinners, regia di Harry Beaumont (1931)
- A che prezzo Hollywood? (What Price Hollywood?), regia di George Cukor (1932)
- Labbra proibite (Rockabye), regia di George Cukor (1932)
- Flaming Gold, regia di Ralph Ince (1933)
- Our Betters, regia di George Cukor (1933)
- The Silver Cord, regia di John Cromwell (1933)
- La moglie è un'altra cosa (Moulin Rouge), regia di Sidney Lanfield (1934)
- Gli amori di Benvenuto Cellini (The Affairs of Cellini), regia di Gregory La Cava (1934)
- What Every Woman Knows, regia di Gregory La Cava (1934)
- Lo scandalo del giorno (After Office Hours), regia di Robert Z. Leonard (1935)
- Il richiamo della foresta (The Call of the Wild), regia di William A. Wellman (1935)
- Follie di Broadway 1936 (Broadway Melody of 1936), regia di Roy Del Ruth e, non accreditato, W. S. Van Dyke (1935)
- Lord Fauntleroy (Little Lord Fauntleroy), regia di John Cromwell  (1936)
- La provinciale (Small Town Girl), regia di Robert Z. Leonard e William A. Wellman (1936)
- La segretaria (Men Are Not Gods), regia di Walter Reisch (1936)
- Adorazione (The Woman I Love), regia di Anatole Litvak (1937)
- Milionario su misura (The Perfect Specimen), regia di Michael Curtiz (1937)
- Hollywood Hotel, regia di Busby Berkeley (1937)
- Bandiere bianche (White Banners), regia di Edmund Goulding (1938)
- Off the Record, regia di James Flood (1939)
- Acciaio umano (Hell's Kitchen), regia di Lewis Seiler e E.A. Dupont (1939)
- Brother Rat and a Baby, regia di Ray Enright (1940)
- Un piede in paradiso (One Foot in Heaven), regia di Irving Rapper (1941)
- Forzate il blocco (Stand by for Action), regia di Robert Z. Leonard (1942)
- Il signore in marsina  (I Dood It), regia di Vincente Minnelli (1943) - non accreditato
- Swing Fever, regia di Tim Whelan (1943)
- Kismet, regia di William Dieterle (1944)
- Ziegfeld Follies, regia di Lemuel Ayers, Roy Del Ruth, Robert Lewis, Vincente Minnelli, Merrill Pye, George Sidney, Charles Walters (1945)
- Jolanda e il re della samba (Yolanda and the Thief), regia di Vincente Minnelli (1945)
- Il cucciolo (The Yearling), regia di Clarence Brown (1946)
- La matadora (Fiesta), regia di Richard Thorpe (1947)
- Torbidi amori (Dark Delusion), regia di Willis Goldbeck (1947)
- Il canto dell'uomo ombra (Song of the Thin Man), regia di Edward Buzzell (1947)
- Su di un'isola con te (On an Island with You), regia di Richard Thorpe (1948)
- Parole e musica (Words and Music), regia di Norman Taurog (1948)
- La figlia di Nettuno (Neptune's Daughter), regia di Edward Buzzell (1949)
- Il Danubio rosso (The Red Danube), regia di George Sidney (1949)
- I marciapiedi di New York (East Side, West Side), regia di Mervyn LeRoy (1949)
- Anna prendi il fucile (Annie Get Your Gun), regia di George Sidney (1950)
- Canzone pagana (Pagan Love Song), regia di Robert Alton  (1950)
- Show Boat, regia di George Sidney (1951)
- Scaramouche, regia di George Sidney (1952)
- Storia di tre amori (The Story of Three Loves), regia di Vincente Minnelli e Gottfried Reinhardt (1953)
- La regina vergine (Young Bess), regia di George Sidney (1953)
- Baciami Kate! (Kiss Me Kate), regia di George Sidney (1953)
- Annibale e la vestale (Jupiter's Darling), regia di George Sidney (1955)